# Helvius Vilela
Helvius Vilela Borges (1941 – 2010) foi um compositor e pianista brasileiro.

## Discografia

### Álbuns
- 1982 - Palácio dos Cristais
- 1965 - Tempo Trio

### Músicas
- A sombra
- Ah (com Tibério Gaspar)
- Choro
- Companheira
- Coração que bate
- Diminuto
- Estrada da vida (com Ana de Hollanda)
- Eu e você (com Ana de Hollanda)
- Fruto generoso (com Ricardo Vilas)
- Infância
- Jeitinho
- Nove de fevereiro
- O coronel e o lobisomem
- Pentapole
- Planalto dos cristais
- Pôr-do-sol (com Teca Calazans)
- Povo invisível (com Ricardo Vilas)
- Que me tira o juízo (com Ana de Hollanda)
- Soledade
- Tempo quente